# Santa María del Real (kommun)
Santa María del Real är en kommun i Honduras.   Den ligger i departementet Departamento de Olancho, i den centrala delen av landet, 160 km nordost om huvudstaden Tegucigalpa. Antalet invånare är 8 931.